# 土佐堀出口
土佐堀出口（とさぼりでぐち）は、大阪府大阪市西区にある、阪神高速道路1号環状線の出口。出口のみのハーフICである。新御堂筋、中之島方面への最寄出口の一つである。
西横堀川（埋立。現・阪神高速1号環状線北行き）に架かっていた内北浜通の橋である船町橋跡の南西袂付近に設置された出口で、出路末端は中之島方面（直進）と京町堀方面（左折）に分岐する。
船町橋のひとつ下流側の橋であった尼ヶ崎橋（今橋通）は1945年3月13日の大阪大空襲によって焼失し、以後再架橋されなかった。当出路が尼ヶ崎橋跡において今橋通を寸断したかのように見えるが、今橋通の寸断は当出路の設置が原因ではない。
1964年6月28日に供用を開始した時は入口だったが、1965年12月12日から出口に変更された。

## 連絡する道路
- 四つ橋筋（大阪市道南北線）
- 土佐堀通

## 周辺
- 地下鉄四つ橋線 肥後橋駅
- 大阪市役所
- 日本銀行大阪支店
- 大阪大学
- 土佐堀川

## 隣
阪神高速1号環状線
(1-03) 信濃橋出入口 - (1-04) 土佐堀出口 - 中之島JCT - (1-05) 堂島入口